# La Falaise argentée
Pour plus de détails, voir Fiche technique et Distribution.
La Falaise argentée (O Abismo Prateado) est un film dramatique brésilien réalisé par Karim Aïnouz, sorti en 2011. 
Il fait partie de la sélection de la Quinzaine des réalisateurs au Festival de Cannes 2011.

## Synopsis
Violeta, dentiste, est mariée à Djalma et a un enfant. En écoutant un message sur son répondeur, elle apprend que son mari la quitte pour aller à Porto Alegre.

## Fiche technique
- Titre français : La Falaise argentée
- Réalisation : Karim Aïnouz
- Scénario : Beatriz Bracher
- Pays d'origine : Brésil
- Format : Couleurs - 35 mm
- Genre : Film dramatique
- Durée : 83 minutes
- Date de sortie :
  - 17 mai 2011 :  France (Festival de Cannes 2011)

## Distribution
- Camila Amado : Norma
- Luisa Arraes
- Milton Gonçalves
- Sérgio Guizé
- Thiago Martins : Nassir
- Alessandra Negrini : Violeta
- Otto Jr. : Djalma